# Număr zecimal
Numerele zecimale sunt numere raționale scrise sub formă de fracții zecimale finite sau infinite.
Exemple de numere zecimale: 278,9054; 0,0000000000023; 3248343249304,8789; 321,22(598); 3,141592653 (aproximarea numărului π).
Sunt formate din partea întreagă și fracționară, adică se pot scrie ca sumă dintre numere întregi și fracții subunitare.